# 1 Księga Kronik
Pierwsza Księga Kronik, (hebr. דִּבְרֵי הַיָּמִים א Diḇrê Hayyāmîm 1) – jedna z ksiąg Starego Testamentu, powstała aby zdopingować żydowskich repatriantów, którzy powrócili z niewoli babilońskiej. Początkowo obie księgi 1 i 2 Kronik stanowiły prawdopodobnie jeden zwój, który później dla wygody podzielono. Żydzi nazywali je Diwré Hajjamím, co dosłownie znaczy sprawy dni, a więc kroniki dni lub czasów. Dzisiejszą nazwę księga ta prawdopodobnie zawdzięcza Hieronimowi, który opracowując łacińską Wulgatę zaproponował nazwę Chronikón całych Boskich dziejów. Septuaginta nazwała ją „Paralipomena” - „To, co zostało pominięte”.

## Treść
- Wersety od 1,1 do 9,44

Rozdziały te zawierają szczegółowe rodowody. Sprawozdanie to informuje o pochodzeniu Żydów i sięga aż do czasów pierwszego człowieka. Od Adama do Noego minęło dziesięć pokoleń, a kolejne dziesięć - do Abrahama. Wymieniono także potomków Izmaela, potomków Ketury (nałożnicy Abrahama) oraz potomków Ezawa, a następnie podano rodowody 12 synów Izraela.
W rodowodach szczególną uwagę poświęcono potomkom Judy, ponieważ z tego plemienia wywodził się król Dawid. Od Abrahama do Dawida żyło czternaście pokoleń, a kolejne czternaście do niewoli babilońskiej. Następnie wymienione są imiona niektórych potomków należących do plemion zamieszkałych na wschód od Jordanu oraz podana jest genealogia synów Lewiego. Są tu też informacje o plemionach żyjących na zachód od Jordanu i szczegółowa lista potomków Beniamina. Ponadto również imiona pierwszych repatriantów, którzy osiedlili się w Jerozolimie po powrocie z wygnania w Babilonie.
- Wersety od 10,1 do 29,30

Relacja zaczyna się informacją o śmierci króla Saula oraz jego trzech synów podczas bitwy z Filistynami na górze Gilboa. Królem plemienia Judy zostaje Dawid, syn Jessego. Wszystkie plemiona zbierają się w Hebronie, by obwołać go królem nad całym narodem. Wkrótce potem zdobywa on Jerozolimę. Następnie Izraelici sprowadzają do tego miasta Arkę Przymierza.
Dawid wyraża pragnienie wybudowania domu dla prawdziwego Boga. Jednak Jahwe zastrzega ten przywilej dla Salomona, a z Dawidem zawiera przymierze dotyczące Królestwa. Gdy Dawid wyrusza przeciwko wrogom Izraela, Bóg zapewnia mu kolejne zwycięstwa. Król zarządza niedozwolony spis ludności; w rezultacie ginie 70 000 ludzi. Anioł każe Dawidowi zbudować ołtarz, toteż kupuje on ziemię od Ornana Jebusyty. Później zaczyna przygotowania, by w tym miejscu mógł powstać dom Boży. Organizuje również służbę Lewitów. Wraz z ludem składa hojne datki na budowę świątyni. po 40 latach panowania umiera, a w jego miejsce zaczyna panować Salomon jego syn.

## Autor
Tradycja żydowska przypisuje autorstwo znacznej części tego dzieła Ezdraszowi (ok. 450 przed Chr.), a późniejsze uzupełnienia – Nehemiaszowi (ok. 440 przed Chr.). Obecnie przeważa jednak opinia, że ich autorem jest anonimowy Kronikarz, najprawdopodobniej lewita, piszący ok. 300 roku przed Chrystusem. Nie jest jednak wykluczone, że ostateczna redakcja księgi nastąpiła jeszcze później.